# Mandalay Bay Convention Center
Le Mandalay Bay Convention Center est le 5e plus grand centre de convention dans le monde[réf. souhaitée]. Les 93 000 m2 de surface sont possédés par MGM Resorts International. Il est attaché au Mandalay Bay Resort and Casino et à côté du Mandalay Bay Events Center. Le bâtiment compte plusieurs salles de bal dont la plus grande est de 9 000 m2. Cette salle est l'une des plus grandes salles de bal des États-Unis.

## Histoire
Il fut inauguré en janvier 2003, c'est le cinquième plus grand centre de convention aux États-Unis.